# 廖均健
廖均健（1994年1月27日—），是一名中国足球运动员，司职后卫。

## 俱乐部生涯
2011年，廖均健进入东莞南城参加2011年中国足球乙级联赛的参赛名单，开始职业足球生涯。他是球队的主力中后卫，在2011赛季出场19次，进球2个，但东莞南城最终获得季后赛第四名，无缘升级。2012赛季，廖均健在前半赛季出场12次，其中联赛9场，足协杯比赛3场。
2012年7月，廖均健转会加盟中国足球甲级联赛球队广东日之泉。他迅速占据球队的主力位置，从联赛第19轮开始到联赛结束，12轮比赛全部首发登场并且踢满全场，并帮助日之泉成功保级。
2022年3月, 廖均健转会加盟中超球隊梅州客家。